# Crottendorf
Crottendorf település Németországban, azon belül Szászország tartományban. Lakosainak száma 3932 fő (2023. december 31.).

## Népesség
A település népességének változása:
| Lakosok száma | 4109 | 4035 | 3954 | 3961 | 3932 |
|               | 2017 | 2019 | 2021 | 2022 | 2023 |